# Tracy Borman
Tracy Borman (Scothern, 1º gennaio 1972) è una storica e conduttrice televisiva britannica.
È molto conosciuta come l'autrice di Elizabeth's Women, una galleria di ritratti delle donne che hanno influenzato la regina Elisabetta I. 

## Biografia
Borman è nata e cresciuta nel villaggio di Scothern, vicino a Lincoln. Ha studiato alla Scothern Primary School (ora Ellison Boulters Academy), William Farr School, Welton e Yarborough School (ora Lincoln Castle Academy), Lincoln. Ha insegnato storia all'Università di Hull, dove ha conseguito un dottorato nel 1997.
Elizabeth's Women è stata serializzata ed è diventata un BBC Radio 4 Book of the Week nel settembre del 2009. Borman è apparso su Woman's Hour di BBC Radio 4, anche a settembre 2009.
Nel 2013 è stata nominata curatrice principale congiunta dei palazzi reali storici insieme a Lucy Worsley .
Lei e suo marito, che ha sposato alla Torre di Londra, vivono a New Malden, nella parte sud-ovest di Londra.

## Opere pubblicate
- Henrietta Howard: King's Mistress, Queen's Servant (2007)
- Elizabeth's Women: The Hidden Story of the Virgin Queen (2010)
- Matilda: Queen of the Conqueror (2011)
- The Ring and the Crown: A History of Royal Weddings 1066–2011 (con Alison Weir, Kate Williams e Sarah Gristwood) (2011) ISBN 978-0-09-194377-6
- Witches: A Tale of Sorcery, Scandal and Seduction (2013)
- Thomas Cromwell: The Untold Story of Henry VIII's Most Faithful Servant (2015)[6]
- The Private Lives of the Tudors (2016)
- Henry VIII: And the Men Who Made Him (2019)